# Marlemont
Marlemont est une commune française, située dans le département des Ardennes en région Grand Est.

## Géographie

### Relief
Au sud-ouest de la commune se trouve ce que l'on appelle la butte de Marlemont qui culmine à 296 mètres d'altitude. Cette dernière domine les environs. Ce sommet est en effet l'une des parties les plus méridionales du massif ardennais. Au-delà de la butte, en direction de Reims,  le terrain est relativement plat. C'est ainsi que depuis le sommet, nous pouvons apercevoir la ville de Rethel situé à 30 km de là. 
| Liart    | Logny-Bogny    |                     |
|          | Marlemont      | Aubigny-les-Pothées |
| Maranwez | Signy-l'Abbaye |                     |

### Hydrographie
La commune est traversée par la ligne de partage des eaux entre  les bassins hydrographiques Rhin-Meuse et Seine-Normandie. Elle est drainée par l'Audry, le ruisseau des Quartiers et le ruisseau de Claire Fontaine,.
L'Audry, d'une longueur de 20 km, prend sa source dans la commune  et se jette  dans la Sormonne à Remilly-les-Pothées, après avoir traversé neuf communes.

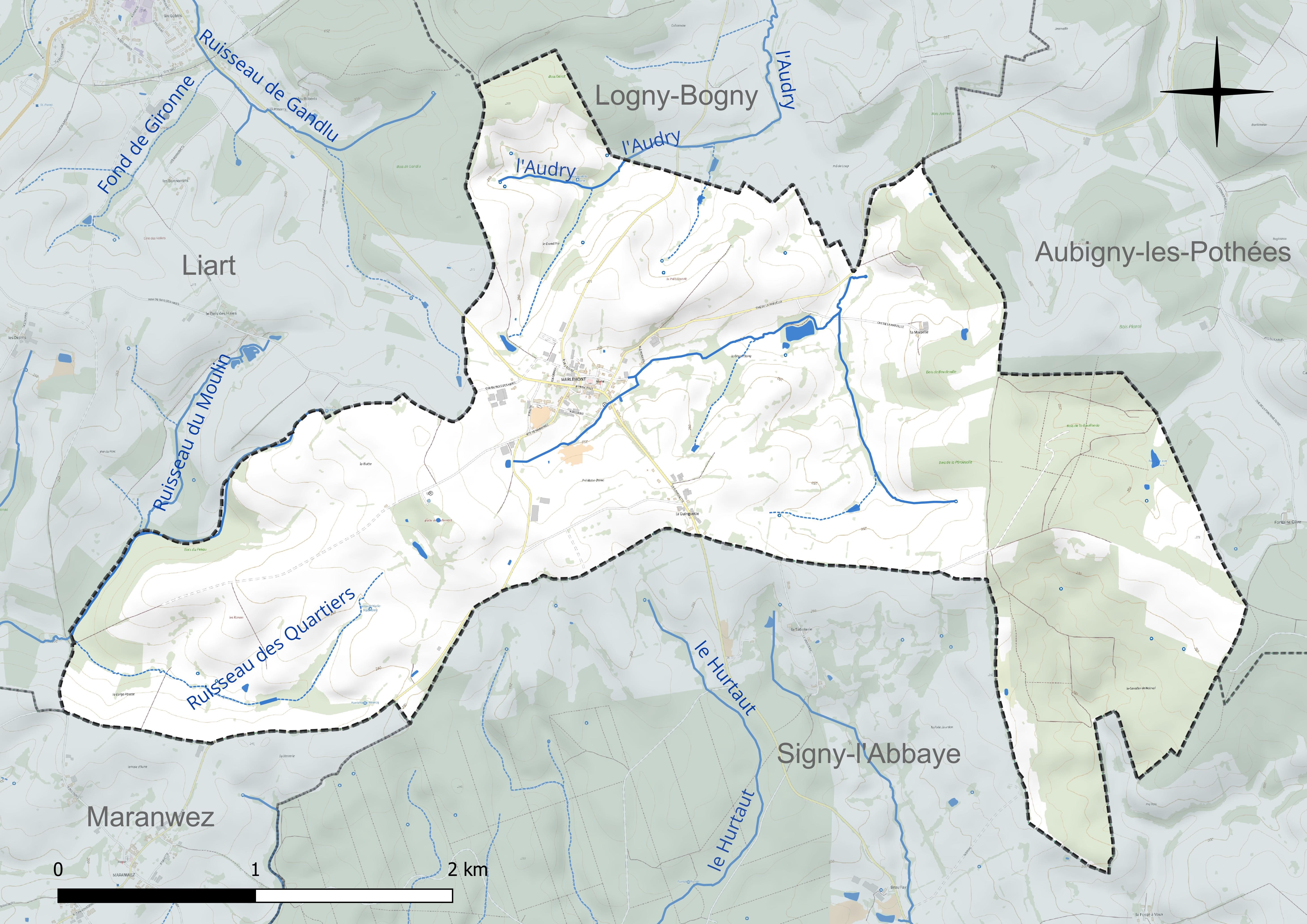
Réseau hydrographique de Marlemont.

### Climat
Pour des articles plus généraux, voir Climat du Grand Est et Climat des Ardennes.
En 2010, le climat de la commune est de type climat de montagne, selon une étude du Centre national de la recherche scientifique s'appuyant sur une série de données couvrant la période 1971-2000. En 2020, Météo-France publie une typologie des climats de la France métropolitaine dans laquelle la commune est exposée à un climat océanique altéré et est dans la région climatique Nord-est du bassin Parisien, caractérisée par un ensoleillement médiocre, une pluviométrie moyenne régulièrement répartie au cours de l’année et un hiver froid (3 °C).
Pour la période 1971-2000, la température annuelle moyenne est de 9,3 °C, avec une amplitude thermique annuelle de 15,6 °C. Le cumul annuel moyen de précipitations est de 1 011 mm, avec 13,5 jours de précipitations en janvier et 10,1 jours en juillet. Pour la période 1991-2020, la température moyenne annuelle observée sur la station météorologique de Météo-France la plus proche, « Signy-l'abbaye », sur la commune de Signy-l'Abbaye à 7 km à vol d'oiseau, est de 10,2 °C et le cumul annuel moyen de précipitations est de 1 060,5 mm. 
La température maximale relevée sur cette station est de 40 °C, atteinte le 25 juillet 2019 ; la température minimale est de −20,5 °C, atteinte le 17 janvier 1985,,.
Les paramètres climatiques de la commune ont été estimés pour le milieu du siècle (2041-2070) selon différents scénarios d'émission de gaz à effet de serre à partir des nouvelles projections climatiques de référence DRIAS-2020. Ils sont consultables sur un site dédié publié par Météo-France en novembre 2022.

## Urbanisme

### Typologie
Au 1er janvier 2024, Marlemont est catégorisée commune rurale à habitat dispersé, selon la nouvelle grille communale de densité à 7 niveaux définie par l'Insee en 2022.
Elle est située hors unité urbaine et hors attraction des villes,.

### Occupation des sols
L'occupation des sols de la commune, telle qu'elle ressort de la base de données européenne d’occupation biophysique des sols Corine Land Cover (CLC), est marquée par l'importance des territoires agricoles (70 % en 2018), une proportion identique à celle de 1990 (70 %). La répartition détaillée en 2018 est la suivante : 
prairies (60 %), forêts (27,1 %), terres arables (9,4 %), zones urbanisées (2,9 %), zones agricoles hétérogènes (0,6 %). L'évolution de l’occupation des sols de la commune et de ses infrastructures peut être observée sur les différentes représentations cartographiques du territoire : la carte de Cassini (XVIIIe siècle), la carte d'état-major (1820-1866) et les cartes ou photos aériennes de l'IGN pour la période actuelle (1950 à aujourd'hui).

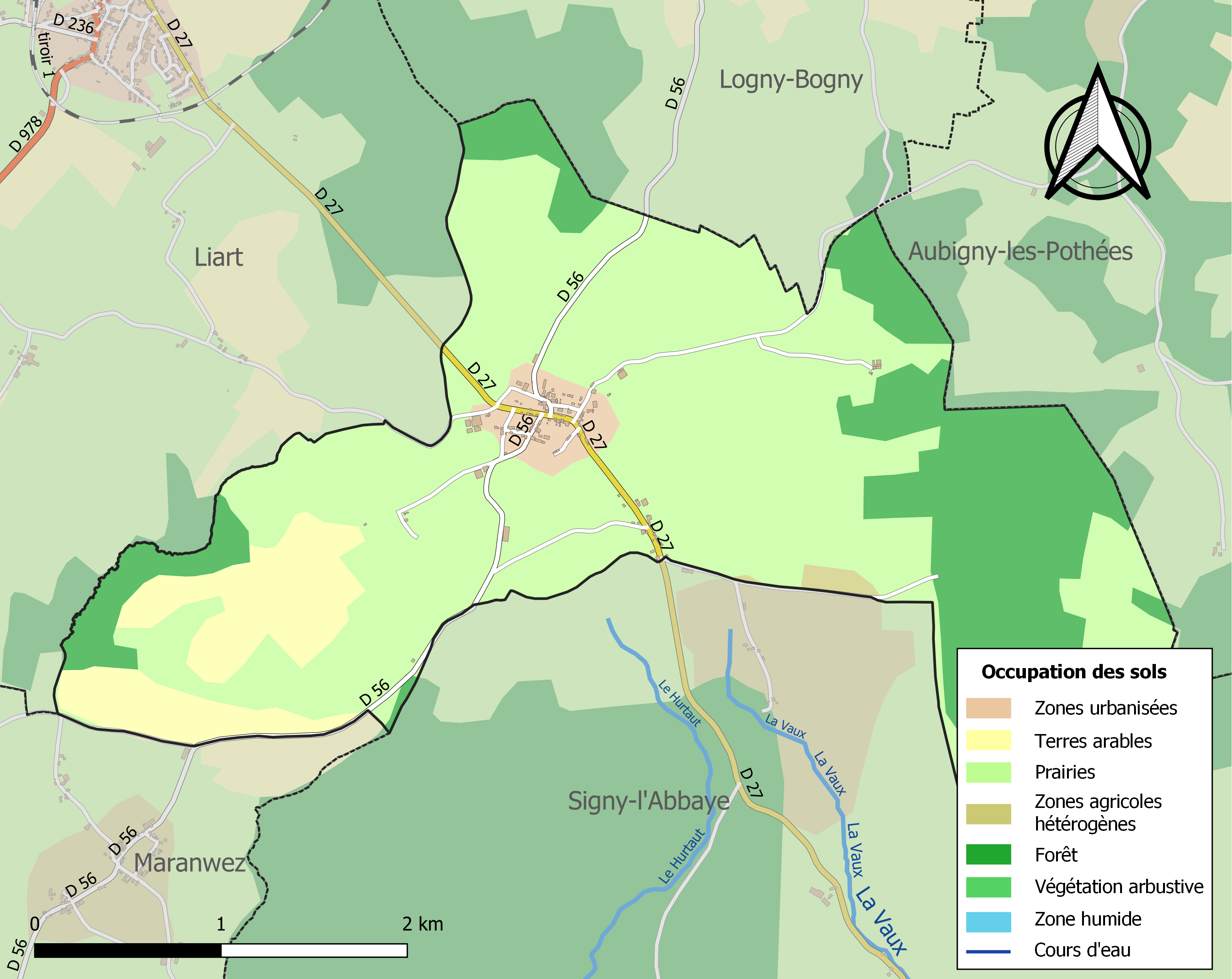
Carte des infrastructures et de l'occupation des sols de la commune en 2018 (CLC).

## Toponymie
Marlemont doit reproduire un Meruli montem : « le mont du merle ».

## Histoire
Marlemont est un village construit en 1216 par le chapitre de la cathédrale de Reims dans son domaine  des Potées (ou Pothées) — qui tient son nom de « de Potestatibus » ou propriétés, avec la notion de souveraineté.
C’est donc un des 17 villages édifiés dans la forêt du même nom, avec Aubigny, Blombay, Cernion, Chilly, Ecle (sous Marby), Étalles, Flaignes-les-Oliviers, Justine, Laval-Morency, Lépron, Logny, Marby, Maubert-Fontaine, Prez, Sévigny-la-Forêt et Vaux-Villaines.
Nicolas V de Rumigny — et par la suite ses successeurs — en devient l’avoué à qui le chapitre accorde dès 1215 douze deniers blancs et une poule ou un chapon à recevoir annuellement de chaque famille des villages nouveaux. De son côté, l’avoué promet aux chanoines aide et assistance pour les constructions projetées et aux habitants son appui et protection.
Par la suite, ce seigneur arrête illégalement le doyen du chapitre de Reims — Thomas de Beaumetz, qui deviendra archevêque — qui s’était réfugié à Aubigny et le tient deux ans en captivité. Aussi, en 1239, les responsables religieux le menacent d’excommunication. Nicolas de Rumigny perd de sa morgue et fait profil bas. C’est alors qu’il reconnaît, entre autres, aux habitants de Marlemont et de Maubert-Fontaine qui passent à Rumigny, à Aubenton et Martigny l’exemption du winage ou taxe sur les marchands et les marchandises.
Durant l'occupation allemande de 1940 à 1944, les soldats de la Wehrmacht s'installent à Marlemont. Ces derniers ont en effet remarqué très tôt la position dominante de la commune. C'est ainsi qu'ils mettent en place un radar Freya et un canon antiaérien au sommet de la butte. Ce radar avait une portée de détection de 120 km, pouvant par exemple atteindre Bruxelles (située à cette distance à vol d'oiseau), et reposait sur un socle en béton surmonté de rails, lui permettant de pivoter. Cette installation est toujours visible de nos jours, le radar ayant été remplacé par une statue de la Vierge Marie, déjà présente avant la guerre. Quelques blockhaus furent également construits à côté du radar et en contrebas de ce dernier. De nos jours, seules certaines constructions subsistent. Les mieux préservées se situent dans le bois au pied de la butte. Ailleurs, nous ne retrouvons que des socles ici et là comme on peut les voir dans les champs alentour.
Un seul événement fait mention de cette installation de lutte antiaérienne, celui d'un Messerschmitt qui chassait des avions anglais dans les environs, et qui s'est fait descendre par la flak du radar.

## Politique et administration
| Période                                  | Période                    | Identité                 | Étiquette   | Qualité                                                          |
| ---------------------------------------- | -------------------------- | ------------------------ | ----------- | ---------------------------------------------------------------- |
| Les données manquantes sont à compléter. |                            |                          |             |                                                                  |
| vers 1868                                | ....                       | Charles Adolphe Poussard |             |                                                                  |
| ?                                        | ?                          | Henri Dégalle (1880-?)   | RG puis DVD | Conseiller général du canton de Rumigny (1937-1940 et 1945-1955) |
| 1995                                     | En cours (au 3 avril 2014) | Patrick Larue            |             | Réélu pour le mandat 2014-2020                                   |

Marlemeont a adhéré à la charte du parc naturel régional des Ardennes, à sa création en décembre 2011.

## Démographie
L'évolution du nombre d'habitants est connue à travers les recensements de la population effectués dans la commune depuis 1793. Pour les communes de moins de 10 000 habitants, une enquête de recensement portant sur toute la population est réalisée tous les cinq ans, les populations de référence des années intermédiaires étant quant à elles estimées par interpolation ou extrapolation. Pour la commune, le premier recensement exhaustif entrant dans le cadre du nouveau dispositif a été réalisé en 2004.

En 2022, la commune comptait 125 habitants, en évolution de −13,19 % par rapport à 2016 (Ardennes : −2,97 %, France hors Mayotte : +2,11 %).
| 1793 | 1800 | 1806 | 1821 | 1831 | 1836 | 1841 | 1846 | 1851 |
| ---- | ---- | ---- | ---- | ---- | ---- | ---- | ---- | ---- |
| 343  | 381  | 441  | 389  | 406  | 427  | 421  | 438  | 456  |

| 1866 | 1872 | 1876 | 1881 | 1886 | 1891 | 1896 | 1901 | 1906 |
| ---- | ---- | ---- | ---- | ---- | ---- | ---- | ---- | ---- |
| 435  | 408  | 417  | 383  | 371  | 386  | 353  | 333  | 303  |

| 1911 | 1921 | 1926 | 1931 | 1936 | 1946 | 1954 | 1962 | 1968 |
| ---- | ---- | ---- | ---- | ---- | ---- | ---- | ---- | ---- |
| 265  | 246  | 240  | 226  | 205  | 191  | 228  | 187  | 168  |

| 1975 | 1982 | 1990 | 1999 | 2004 | 2006 | 2009 | 2014 | 2019 |
| ---- | ---- | ---- | ---- | ---- | ---- | ---- | ---- | ---- |
| 156  | 142  | 112  | 110  | 131  | 139  | 145  | 142  | 131  |

| 2022 | - | - | - | - | - | - | - | - |
| ---- | - | - | - | - | - | - | - | - |
| 125  | - | - | - | - | - | - | - | - |

## Culture locale et patrimoine

### Lieux et monuments
- Église Sainte-Marie-Madeleine de Marlemont.

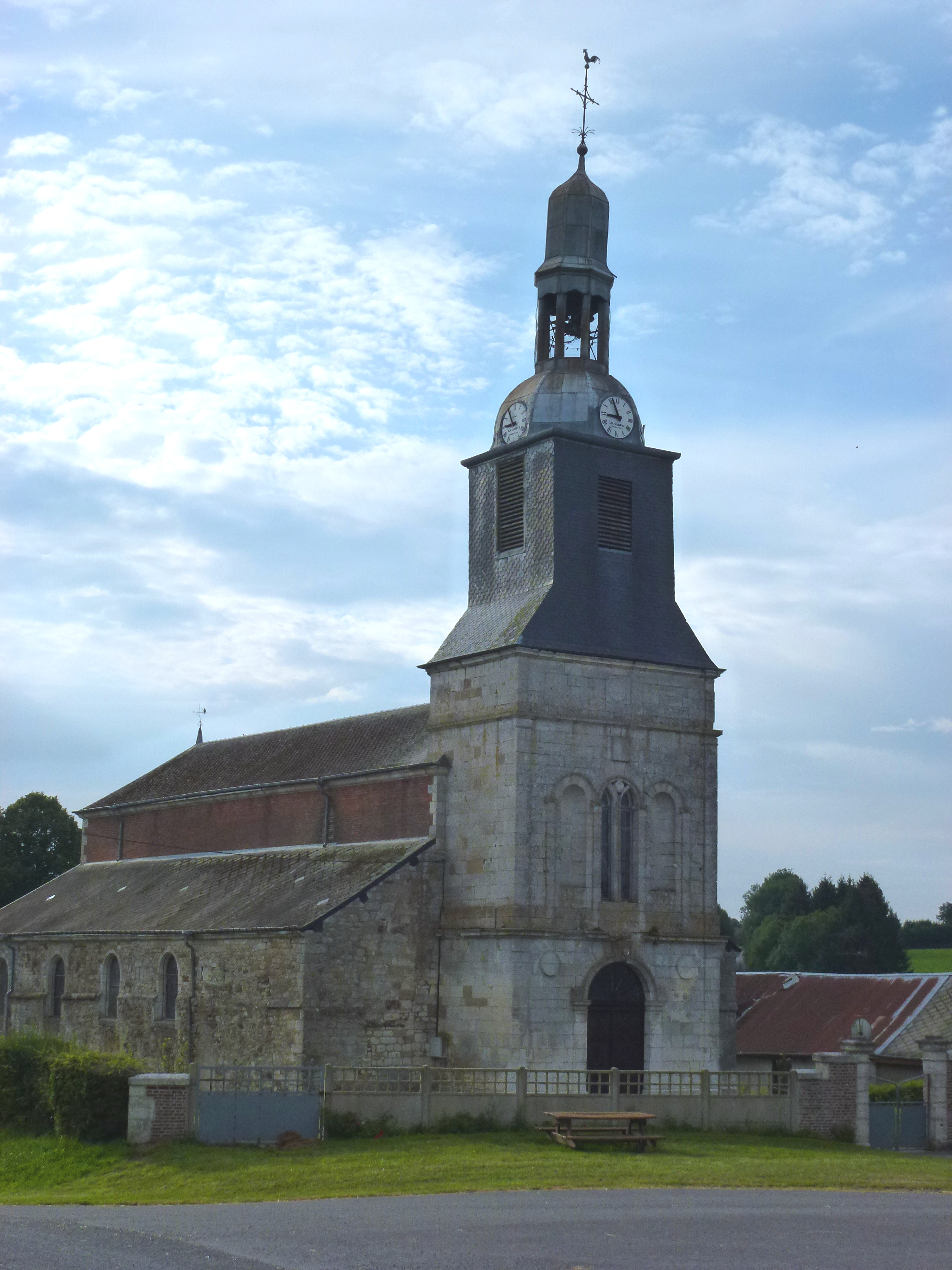
Église.
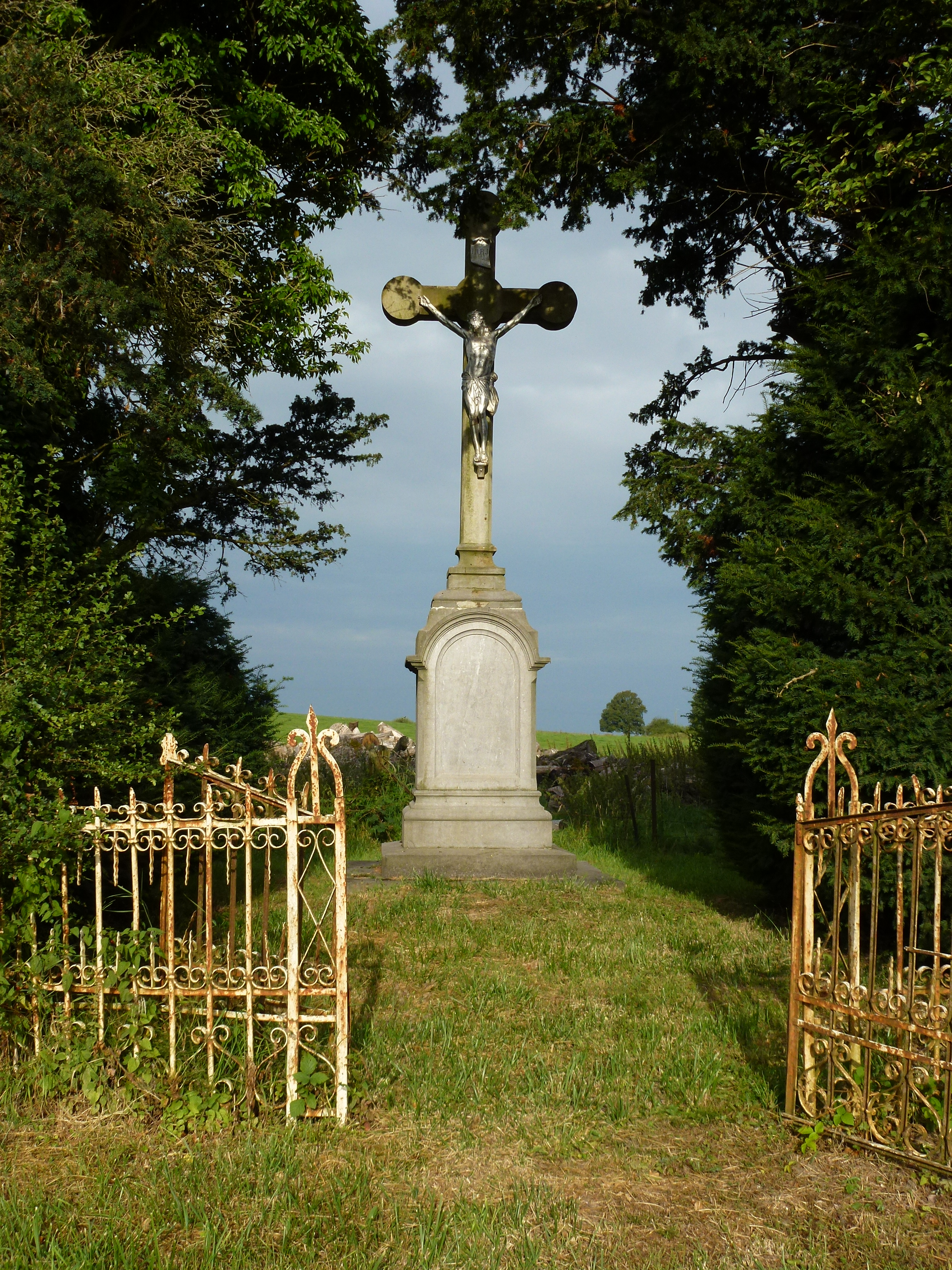
Croix monumentale.

### Héraldique
| Armes de Marlemont | Les armes de Marlemont se blasonnent ainsi : D’or à la merlette de sable, mantelé d’azur aux deux fleurs de lys d’or. |